# Bryum mexicanum
Bryum mexicanum là một loài rêu trong họ Bryaceae. Loài này được Mont. Müll. Hal. mô tả khoa học đầu tiên năm 1848.